# Ground-Based Interceptor

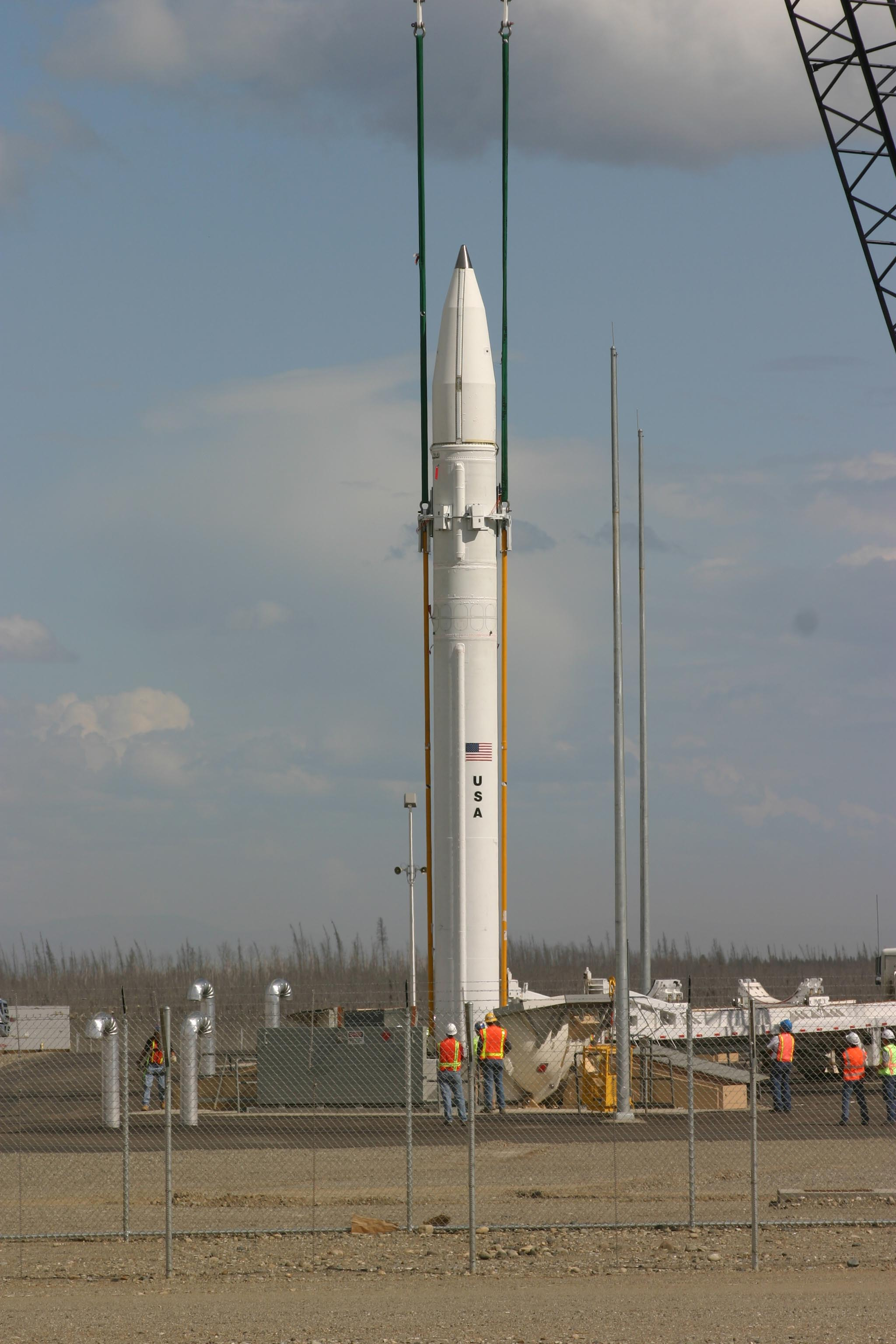
Eine GBI-Rakete wird in ein Silo geladen

Die  Ground-Based Interceptor-Rakete (dt. etwa: „bodengestützte Abfang[einheit]“) ist eine Anti-Ballistic Missile zur Abwehr von ballistischen Interkontinentalraketen. Sie ist ein wesentlicher Bestandteil des nationalen Raketenabwehrprogramms der Vereinigten Staaten. Hauptauftragnehmer ist Boeing, wobei auch die Unternehmen Raytheon, Lockheed Martin und Orbital Sciences maßgeblich an dem System beteiligt sind. Die Rakete ist in das „Ground-Based Midcourse Defense“-System (GMD) eingebunden.

## Entwicklung

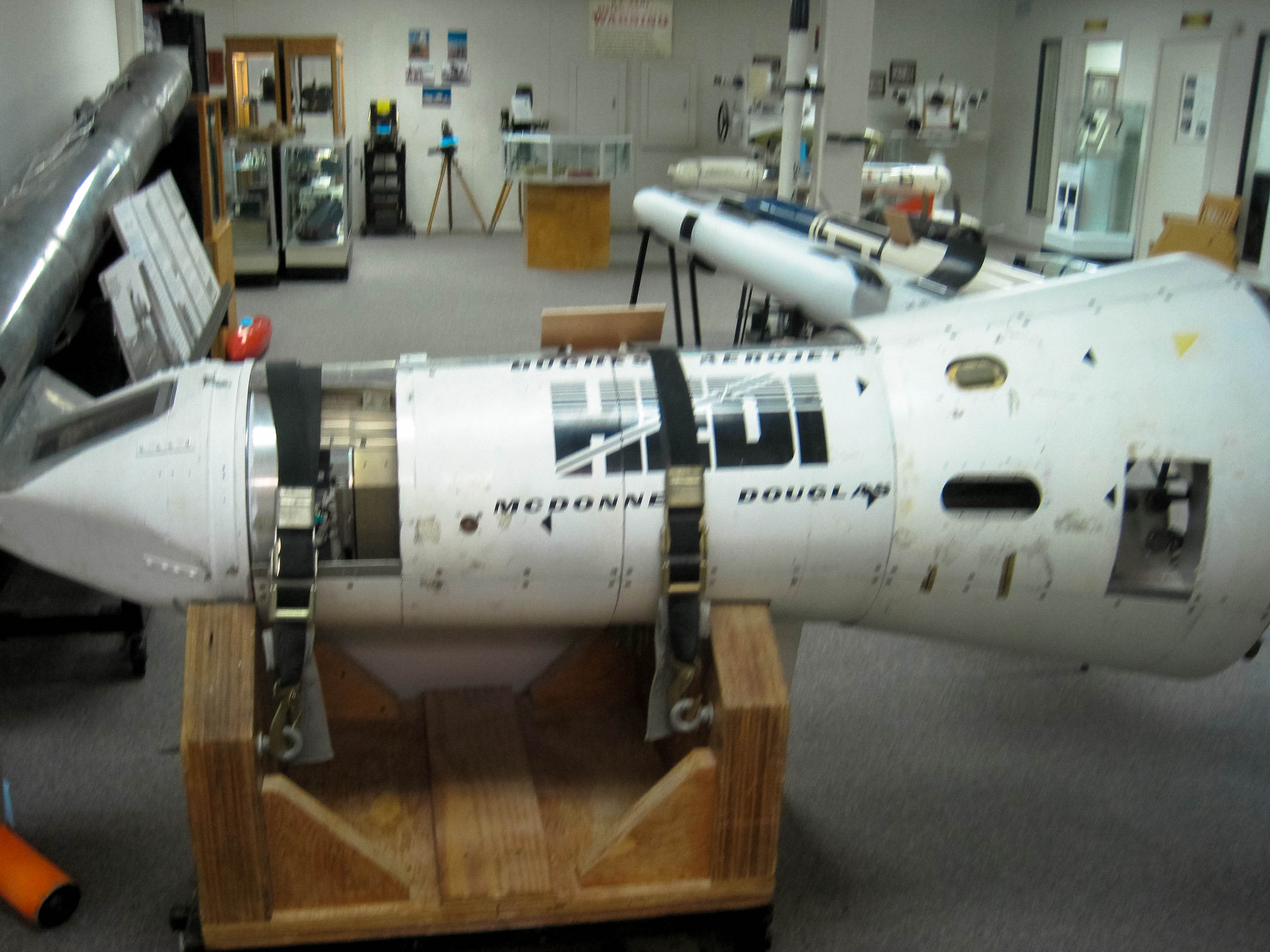
HEDI

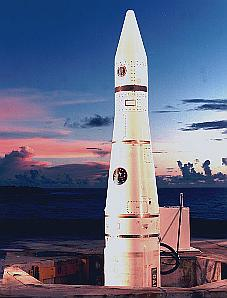
ERIS

Der Entwicklung der GBI-Rakete gingen zwei Projekte zur Technologieerprobung und -demonstration voraus: „Exoatmospheric Re-entry vehicle Interceptor System“ (ERIS), produziert von Lockheed Martin (damals noch unter dem Namen „Lockheed Corporation“, weil Lockheed erst 1995 mit Martin Marietta zu „Lockheed Martin“ fusionierte), und „High Endoatmospheric Defence Interceptor“ (HEDI), hergestellt von McDonnell Douglas. Der erste HEDI-Flugtest erfolgte 1990, wobei spätere Tests zeigten, dass der verwendete Infrarot-Suchkopf weniger Probleme mit der Reibungshitze in niedrigen Luftschichten hatte als erwartet. Der erste ERIS-Test im Jahre 1991 erzielte einen direkten Treffer in 270 Kilometer Höhe und in 925 km Entfernung. Aus diesen beiden Projekten entstand 1992 das GBI-Programm. Testflüge fanden seit 1997 statt (für Details siehe Testergebnisse). Die GBI-Rakete hätte auch auf der umstrittenen amerikanischen Basis zur Raketenabwehr in Polen stationiert werden sollen, worauf mittlerweile aber verzichtet wurde. Im August 2017 waren insgesamt 36 Raketen in Alaska und Kalifornien einsatzfähig.

## Technik

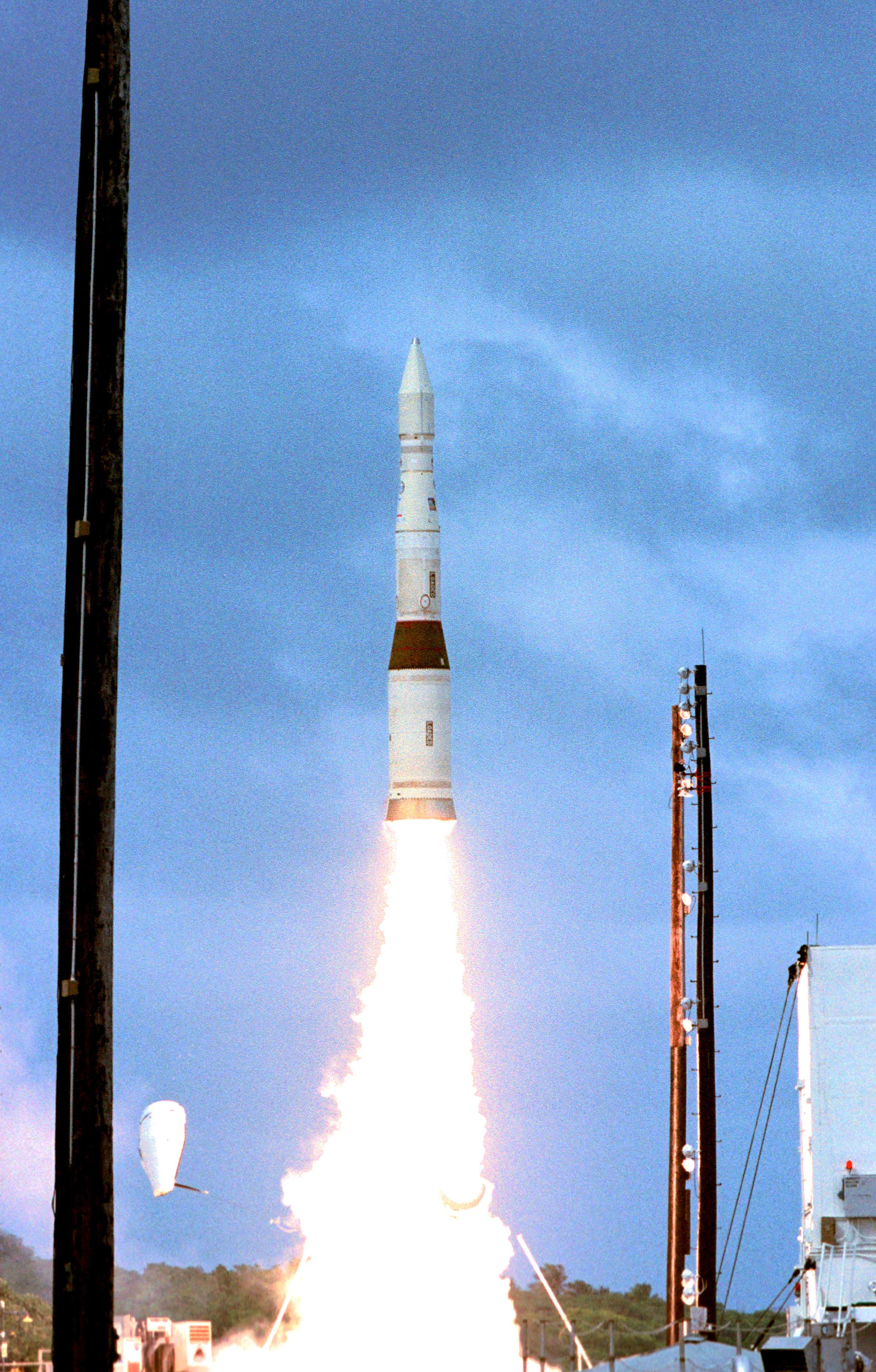
Ein startender PLV-Booster

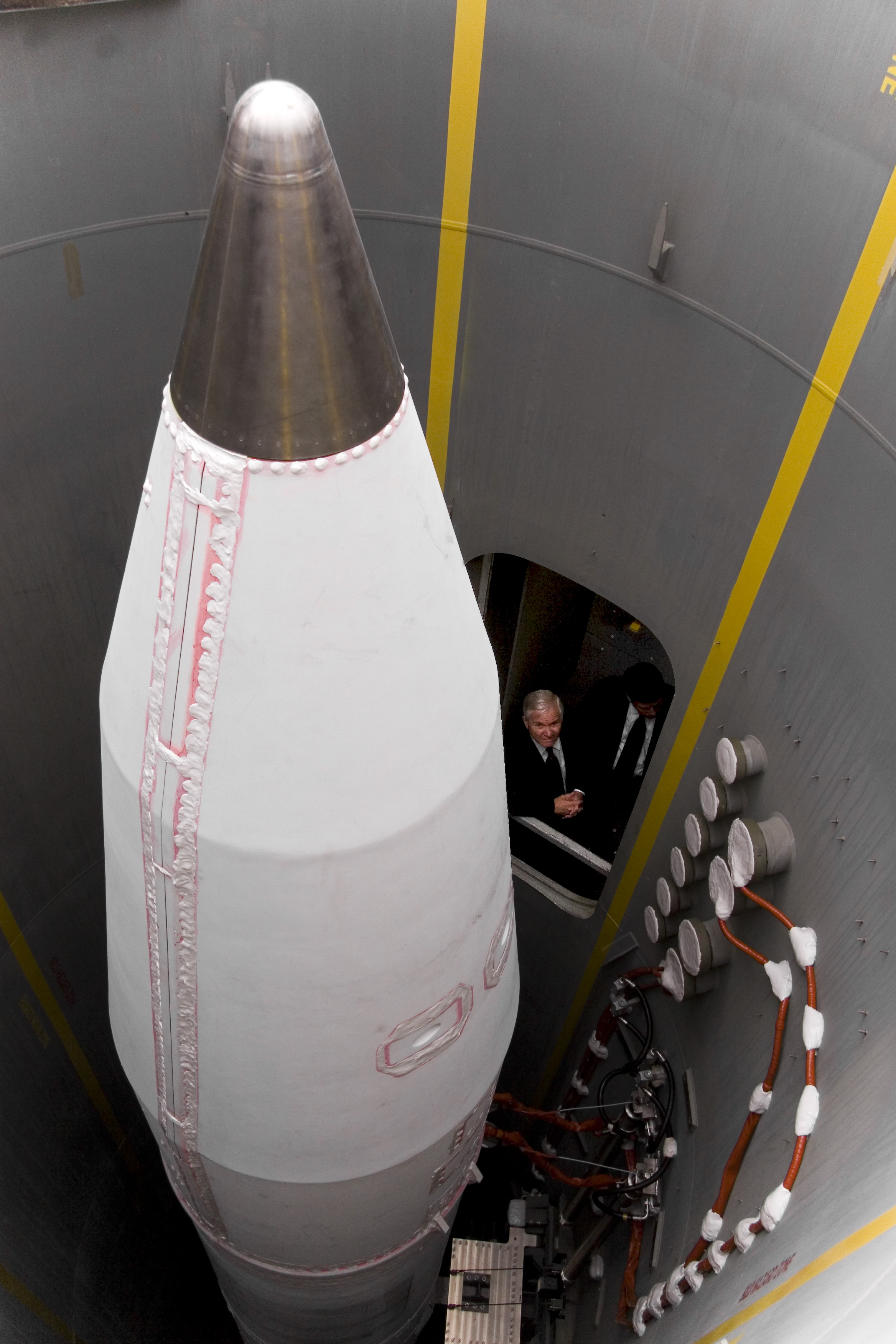
Silo einer Ground-Based Interceptor Missile in Fort Greely, Alaska

Die GBI-Rakete besteht aus zwei wesentlichen Komponenten: Dem „Booster Vehicle“ und dem „Exoatmospheric Kill Vehicle“ (EKV). Ersteres ist eine dreistufige Feststoffrakete, letzteres ist der kinetische Gefechtskopf zur Zerstörung von feindlichen Wiedereintrittskörpern.

### Booster Vehicle
Zu Anfang des Programms wurde das sogenannte „Payload Launch Vehicle“ (PLV) von Lockheed Martin eingesetzt, das auf Basis der Minuteman-Interkontinentalrakete entwickelt wurde. Das COTS-Booster-Konzept vom Hauptvertragspartner Boeing wurde nach zwei Fehlstarts verworfen und im Jahre 2002 zu Lockheed Martin transferiert. Der Konzern verbesserte die Konstruktion, welche als „BV-Plus“ bezeichnet wird und eine der beiden einsatzfähigen Booster ist. Der andere Booster wird von der Orbital Sciences Corporation gefertigt und wird „Orbital Booster Vehicle“ (OBV) genannt. Dieser besteht aus den oberen drei Stufen der Taurus XL-Trägerrakete, welche das Unternehmen im kommerziellen Sektor einsetzt. Alle Raketen werden in unterirdischen Raketensilos, vornehmlich auf der Vandenberg Air Force Base, untergebracht.
Jede Rakete enthält rund 12.595 kg Feststofftreibstoff und erreicht eine Geschwindigkeit von 5,5 bis 5,9 Kilometer pro Sekunde (km/s). Die Raketen mit einer geplanten Stationierung in Polen sollten nur über zwei Stufen verfügen, damit Raketen aus dem Nahen Osten hätten schneller bekämpft werden können.

### Exoatmospheric Kill Vehicle
Das EKV ist der kinetische Gefechtskopf des Ground-Based Interceptor. Er soll feindliche Ziele durch einen direkten Aufschlag zerstören, weshalb keinerlei Sprengstoff benötigt wird. Zur Ortung des Zieles verfügt es über einen gekühlten FLIR-Suchkopf, der die Infrarotemissionen des Zielobjekts ortet. Für Kurskorrekturen werden vier Schubdüsen verwendet.
Der Gefechtskopf ist 1,4 m lang, misst 60 cm im Durchmesser und wiegt etwa 64 kg. In der Endphase erreicht er eine Geschwindigkeit von ca. 10 km/s (~36.000 km/h). Damit erreicht er eine kinetische Energie von ungefähr 800 MJ, was der Sprengkraft von rund 200 kg TNT entspricht.
Eine GBI kann statt des unitären Gefechtskopfes auch ein Multiple-Kill-Vehicle-System tragen.

## Testergebnisse
| Testnummer      | Datum              | Täuschkörper                                    | Testergebnis | Anmerkungen |
| --------------- | ------------------ | ----------------------------------------------- | ------------ | --- |
| IFT-1A          | 24. Juni 1997      | 3×Wiedereintrittsattrappe 5×Ballon              | Erfolg       | Dieser Test demonstrierte die Fähigkeit des EKV's, Täuschkörper zu unterdrücken; es fand kein Abschuss statt. Ein Ballon hatte einen Durchmesser von 2,2 m und besaß eine erheblich größere IR-Signatur als der Wiedereintrittskörper.    |
| IFT-2           | 16. Januar 1998    | 3×Wiedereintrittsattrappe 5×Ballon (wie IFT-1A) | Erfolg       | Ebenfalls ein Test zur Täuschkörperunterdrückung ohne Abschuss. |
| IFT-3           | 2. Oktober 1999    | 1×Ballon mit 6fach höherer IR-Signatur          | Erfolg       | Erster Abschusstest. |
| IFT-4           | 18. Januar 2000    | 1×Ballon mit 6fach höherer IR-Signatur          | Fehlschlag   | Erster voller Systemtest. Ein Fehler in der FLIR-Kühlung verhinderte die Erfassung des Ziels. |
| IFT-5           | 8. Juli 2000       | 1×Ballon mit 6fach höherer IR-Signatur          | Fehlschlag   | Das EKV trennte sich durch einen Fehler im MIL-STD-1553-Datenbus nicht von der dritten Stufe. |
| IFT-6           | 14. Juli 2001      | 1×Ballon mit 3fach höherer IR-Signatur          | Erfolg       | Wiederholung von IFT-5. |
| IFT-7           | 3. Dezember 2001   | 1×Ballon mit 3fach höherer IR-Signatur          | Erfolg       | Sehr ähnlich zu IFT-6. |
| IFT-8           | 15. März 2002      | 2×kleiner Ballon 1×großer Ballon                | Erfolg       | – |
| IFT-9           | 14. Oktober 2002   | Geheim                                          | Erfolg       | Erster Einsatz eines AN/SPY-1 als Sensor. |
| IFT-10          | 11. Dezember 2002  | k. A.                                           | Fehlschlag   | Das EKV konnte sich nicht vom Booster trennen, da starke Vibrationen ein Verbindungsstück beschädigt hatten. |
| IFT-11 bis -13A | Gestrichen         | –                                               | –            | Die MDA entschied die Streichung von vier Tests, um die Entwicklung der neuen Trägerrakete voranzutreiben. |
| IFT-13B         | 26. Januar 2004    | Keine                                           | Erfolg       | Test der neuen Rakete und neuer Feuerkontrollsysteme. Kein Abschuss. |
| IFT-13C         | 15. Dezember 2004  | k. A.                                           | Fehlschlag   | Aufgrund eines Software-Fehlers schaltete sich die Rakete 23 Sekunden vor dem Start selbst ab. |
| IFT-14          | 14. Februar 2005   | k. A.                                           | Fehlschlag   | Der Countdown hielt wenige Sekunden vor dem Start an, da es Probleme mit den Arretierungs-Armen im Silo gab. |
| IFT-15          | 13. Dezember 2005  | Keine                                           | Erfolg       | Reiner Flugtest der Rakete. |
| FT-01           | 13. Dezember 2005  | Keine                                           | Erfolg       | Nachgeholter Test IFT-13A. Erster Abfangversuch mit der endgültigen, einsatzfähigen Version des GMD. Primär ein Flugtest, es wurde ein simuliertes Ziel verwendet.                                                                        |
| FTG-02          | 1. September 2006  | k. A.                                           | Erfolg       | – |
| IFT-16          | 1. September 2006  | k. A.                                           | Erfolg       | – |
| FTG-03          | 25. Mai 2007       | k. A.                                           | –            | Das Testziel hob nicht ab, daher kam es zu keinem Test. |
| FTG-03A         | 28. September 2007 | k. A.                                           | Erfolg       | – |
| FTG-05          | 5. Dezember 2008   | k. A.                                           | Erfolg       | – |
| FTG-06          | 31. Januar 2010    | k. A.                                           | Fehlschlag   | Das Radarsystem funktionierte nicht wie vorgesehen |
| FTG-06A         | 15. Dezember 2010  | k. A.                                           | Fehlschlag   | Abfangrakete konnte das Ziel nicht abfangen |
| FTG-07          | 5. Juli 2013       | k. A.                                           | Fehlschlag   | Das EKV und das Booster Vehicle wurden nicht getrennt. |
| FTG-06B         | 22. Juni 2014      | k. A.                                           | Erfolg       | – |
| FTG-15          | 30. Mai 2017       | k. A.                                           | Erfolg       | Die Abfangrakete mit dem neuen EKV CE-II Block-I startete von der Vandenberg Space Force Base in Kalifornien und zerstörte erfolgreich eine von der Kwajalein Missile Range auf den Marshall-Inseln gestartete Rakete südlich von Alaska. |

## Next Generation Interceptor (NGI)
Am 15. April 2024 wurde Lockheed Martin gegenüber Northrop Grumman ausgewählt und erhielt einen 17-Milliarden-Dollar-Auftrag zur Entwicklung einer Abfangeinheit der nächsten Generation.